# Pratz
Pratz ist eine Ortschaft und eine ehemalige französische Gemeinde mit 514 Einwohnern (Stand: 1. Januar 2022) im Département Jura in der Region Bourgogne-Franche-Comté.
Mit Wirkung vom 1. Januar 2019 wurden die ehemaligen Gemeinden Lavans-lès-Saint-Claude und Pratz zur namensgleichen Commune nouvelle Lavans-lès-Saint-Claude zusammengeschlossen und haben in der neuen Gemeinde den Status einer Commune déléguée. Der Verwaltungssitz befindet sich im Ort Lavans-lès-Saint-Claude.

## Geographie
Pratz liegt auf 683 m, etwa acht Kilometer westlich der Stadt Saint-Claude (Luftlinie). Das Dorf erstreckt sich im Jura, an aussichtsreicher Lage auf der Höhe nördlich des Tals der Bienne, rund 300 m über dem Talboden.
Das Gebiet umfasst einen Abschnitt des französischen Juras. Der zentrale Teil wird von der Höhe von Pratz (durchschnittlich auf 700 m) eingenommen, die durch mehrere Hügel und Senken untergliedert wird. Diese Höhe fällt gegen Süden steil zum Tal der Bienne ab, wobei das Gemeindeareal im Bereich von Molinges fast bis zum Talboden hinunterreicht. Nach Norden erstreckt sich das Gebiet auf den Höhenrücken der Croix de Pratz (815 m) und bis auf die Jurahochflächen am Rand der Forêt d’Annuelle. Hier wird mit 948 m die höchste Erhebung von Pratz erreicht. Das Gebiet ist Teil des Regionalen Naturparks Haut-Jura (frz.: Parc naturel régional du Haut-Jura).
Zu Pratz gehören neben dem eigentlichen Ort auch verschiedene Weiler und Einzelhöfe, darunter:
- Saint-Romain-de-Roche (620 m) auf der Höhe oberhalb des Steilabfalls zum Tal der Bienne
- Champied (710 m) auf der Höhe am Fuß der Croix de Pratz
- Petit-Châtel (680 m) in einer Talmulde am Westfuß der Croix de Pratz

Nachbarorte von Pratz sind Lavans-lès-Saint-Claude im Osten, Chassal-Molinges und Vaux-lès-Saint-Claude im Süden sowie Jeurre und Villards-d’Héria im Westen.

## Geschichte
Der Ortsname Pratz leitet sich vom lateinischen Wort pratum (Wiese) ab. Mitte des 5. Jahrhunderts gründete Iola, Schwester des heiligen Romanus, das Kloster Saint-Romain-de-Roche. Im Mittelalter bildete Pratz eine Herrschaft die von Saint-Claude abhängig war. Zusammen mit der Franche-Comté gelangte das Dorf mit dem Frieden von Nimwegen 1678 an Frankreich. Zu einer Gebietsveränderung kam es 1822, als die vorher selbständigen Gemeinden Saint-Romain-de-Roche und Petit-Châtel nach Pratz eingemeindet wurden.
Als sich Frankreich im Zweiten Weltkrieg unter deutscher Besatzung befand, kam es am 8. Juni 1944 zu einem Angriff der Forces françaises de l’intérieur gegen den deutschen Beobachtungsposten in Pratz.
2019 kam Pratz zur Gemeinde Lavans-lès-Saint-Claude.

## Sehenswürdigkeiten
Die ursprünglich aus dem 13. Jahrhundert stammende und im 16. Jahrhundert neu erbaute Kapelle Saint-Romain-de-Roche steht oberhalb einer Felswand am Rand der Höhe von Pratz und bietet einen schönen Ausblick in das Tal der Bienne. Vom ehemaligen Priorat sind nur wenige Überreste sichtbar. Ruinen des Bergfrieds der mittelalterlichen Burg von Pratz sind erhalten.

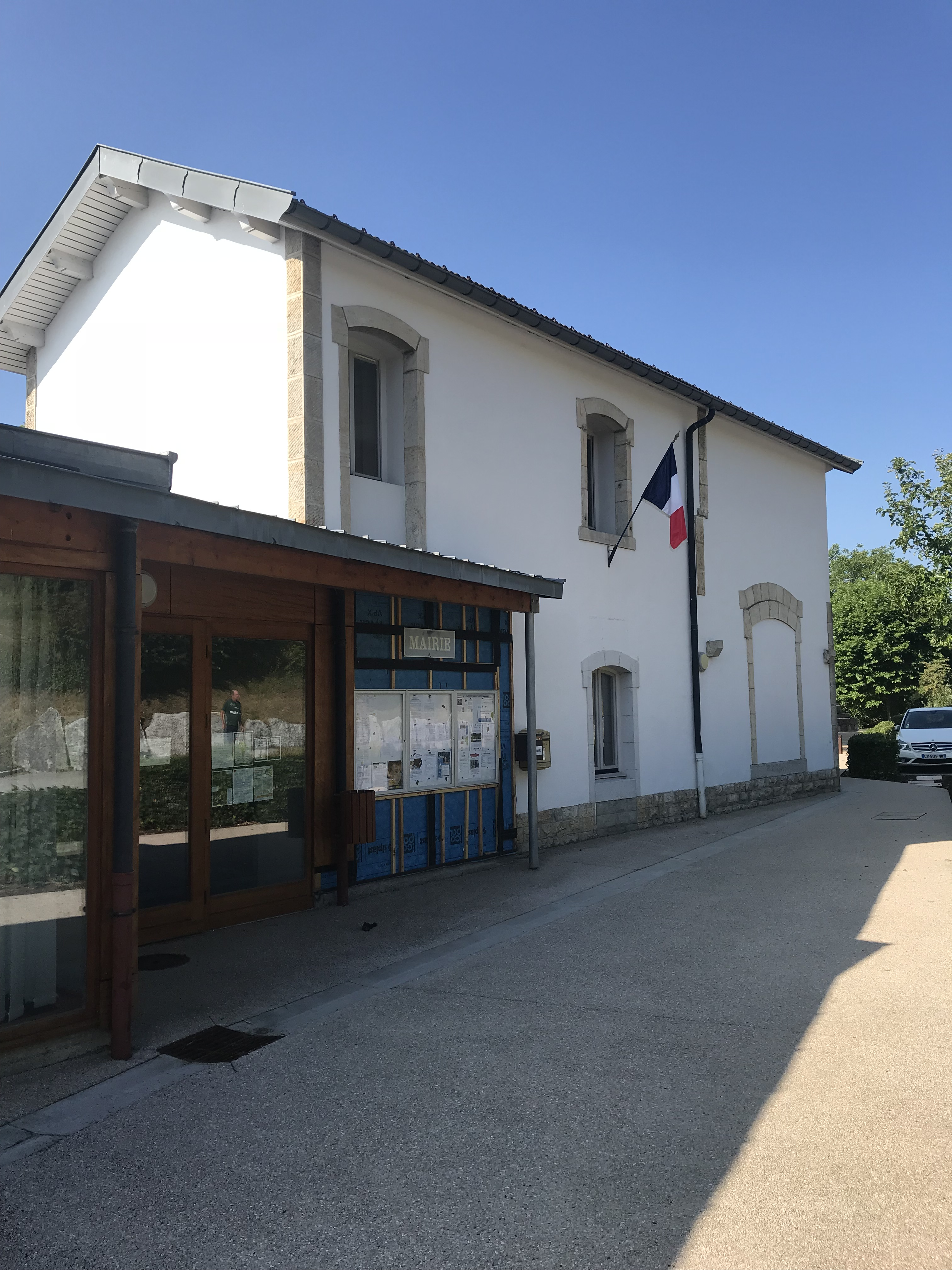
Ehemalige Mairie Pratz
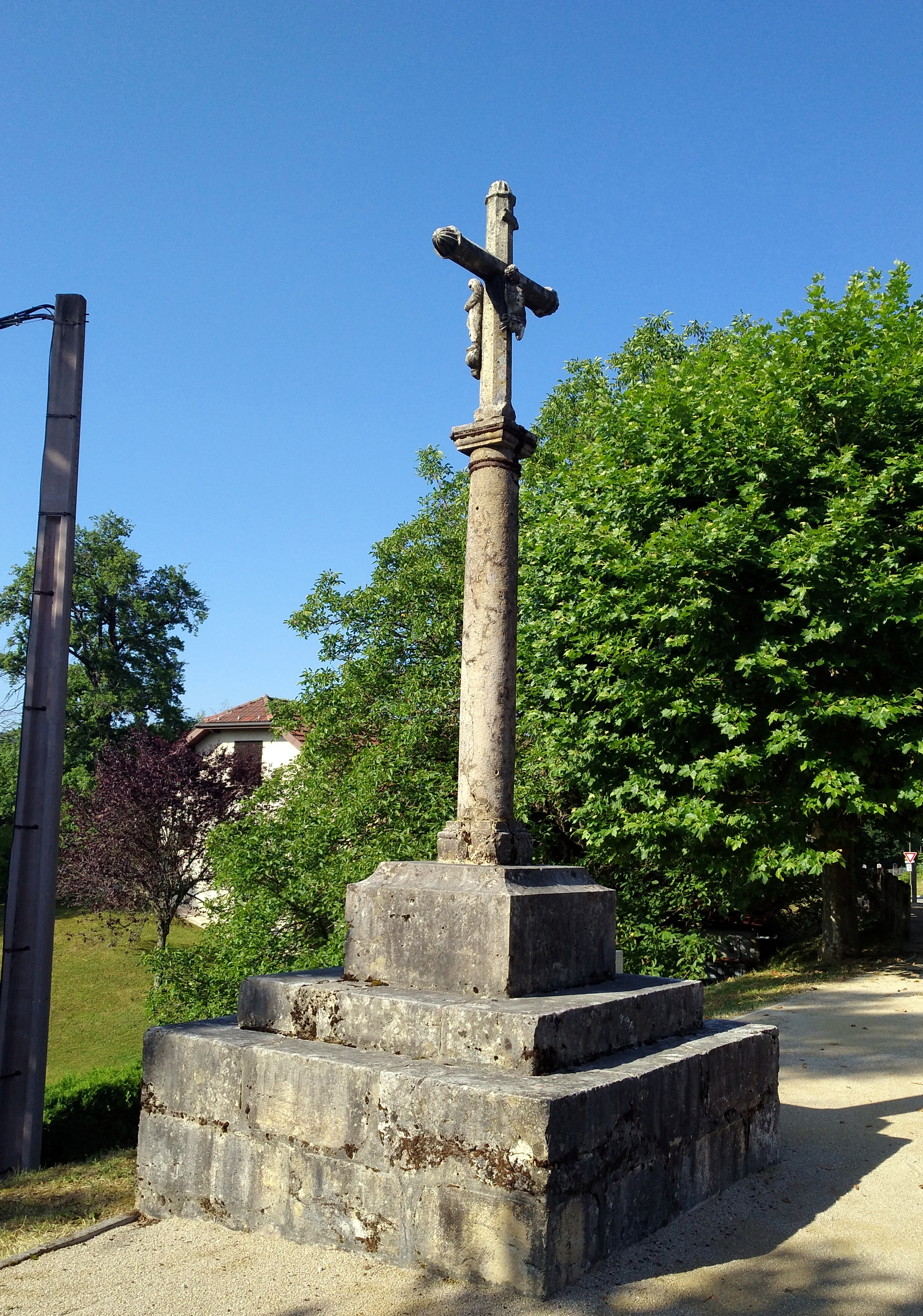
Flurkreuz
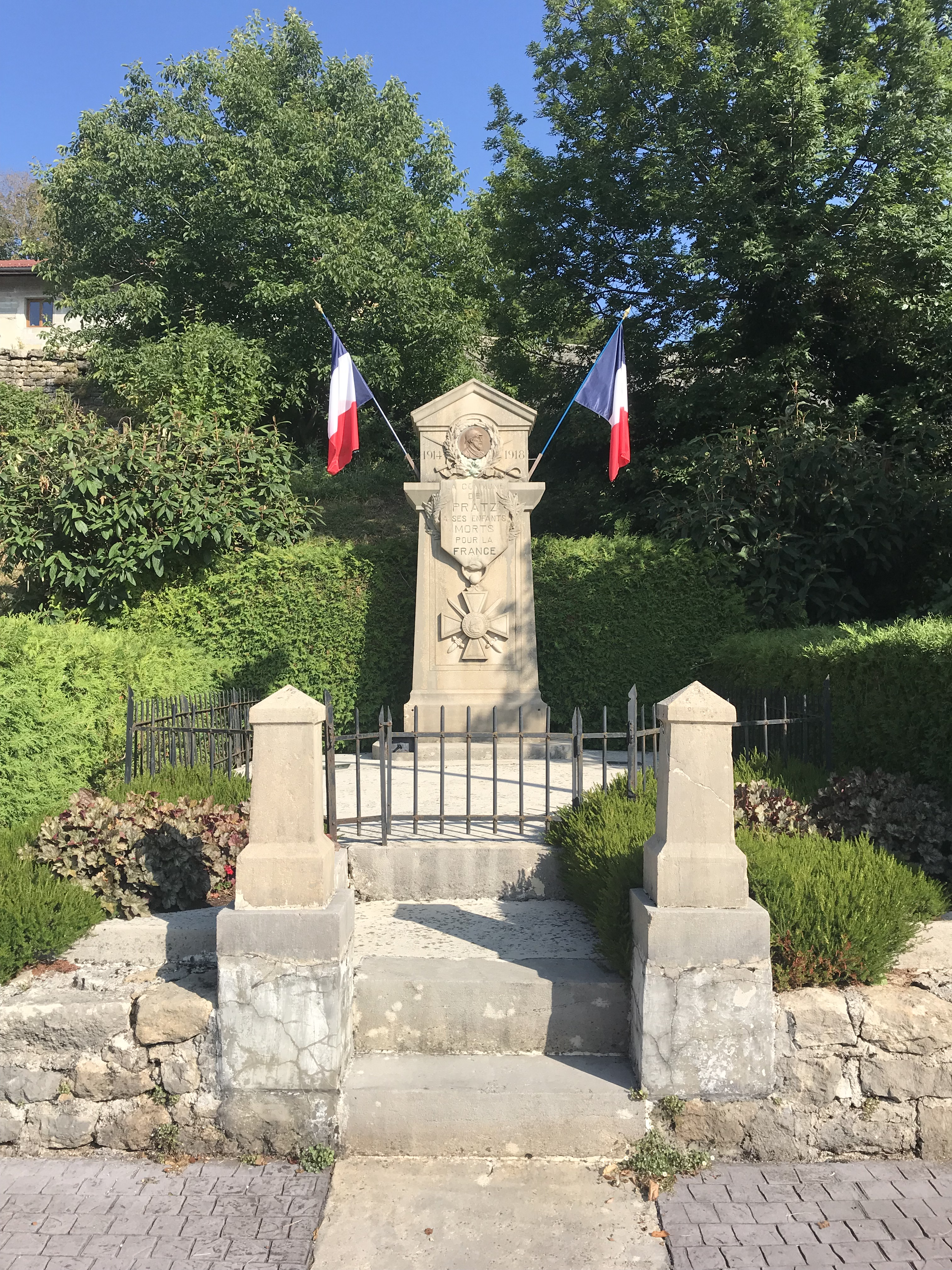
Gefallenendenkmal
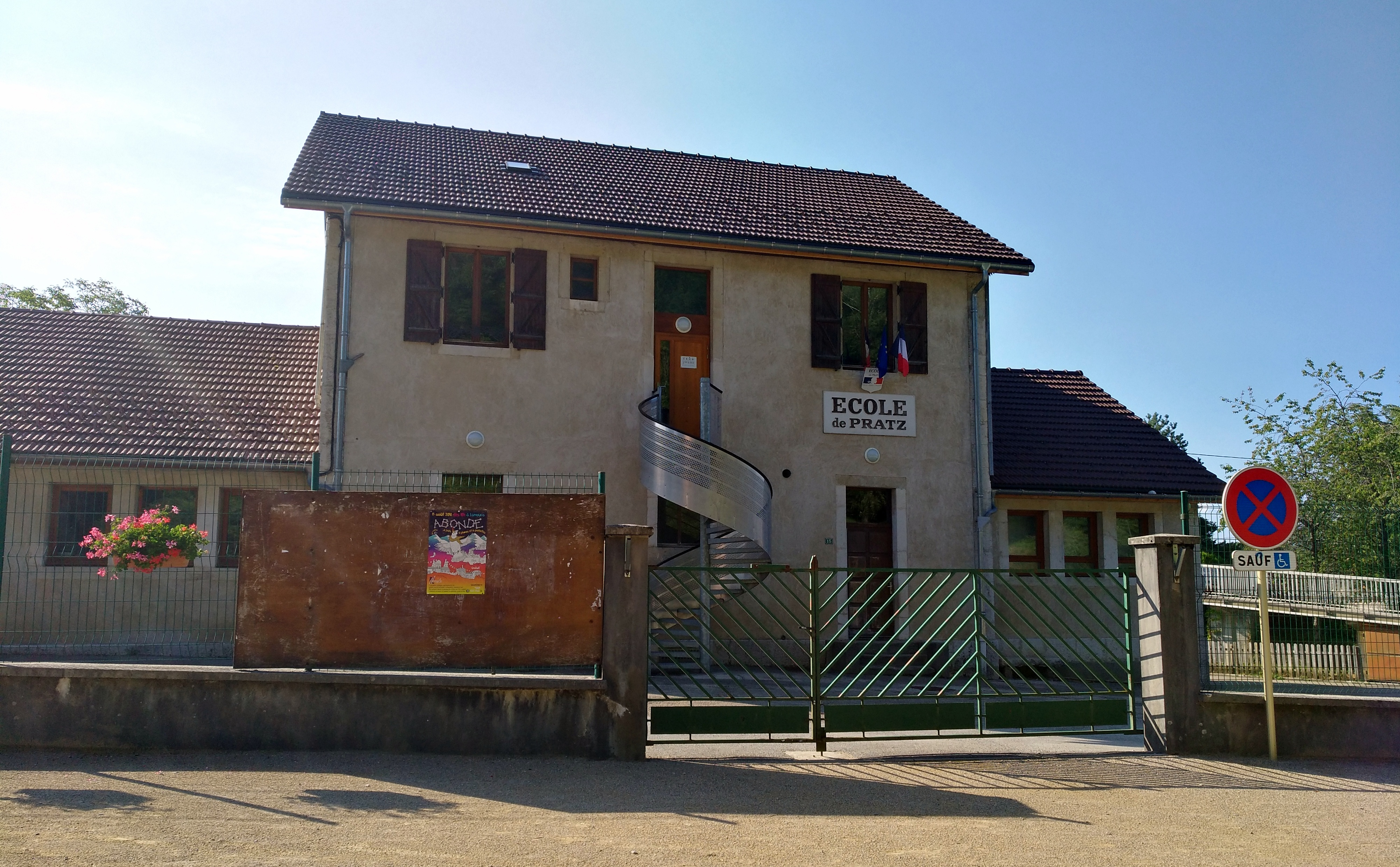
Grundschule

## Bevölkerung
| Bevölkerungsentwicklung | Bevölkerungsentwicklung |
| Jahr                    | Einwohner               |
| ----------------------- | ----------------------- |
| 1962                    | 191                     |
| 1968                    | 211                     |
| 1975                    | 238                     |
| 1982                    | 354                     |
| 1990                    | 415                     |
| 1999                    | 453                     |
| 2004                    | 554                     |
| 2017                    | 539                     |

Nachdem die Einwohnerzahl in der ersten Hälfte des 20. Jahrhunderts abgenommen hatte (1906 wurden noch 328 Personen gezählt), wurde seit Mitte der 1960er-Jahre wieder eine deutliche Bevölkerungszunahme verzeichnet.

## Wirtschaft und Infrastruktur
Pratz war bis weit ins 20. Jahrhundert hinein ein vorwiegend durch die Landwirtschaft, insbesondere Viehzucht und Milchwirtschaft, sowie durch die Forstwirtschaft geprägtes Dorf. Daneben gibt es heute einige Betriebe des Klein- und Mittelgewerbes, unter anderem ein Unternehmen der Kunststoffindustrie. Bei Pratz (Lokalität Champied) befindet sich ein Kalksteinbruch, der heute stillgelegt ist. Er diente ursprünglich der Marbrerie von Molinges als Rohstoffquelle zur Fertigung exklusiver Objekte (Cheminées und Innenausstattung). Bei diesem Material handelt es sich um einen kräftig gelben Kalkstein mit dünnen rötlichen Adern. In diesem Steinbruch wurden sehr früh (2. Hälfte 19. Jahrhundert) Rohblöcke mit der Helikoidalsäge gewonnen.
Viele Erwerbstätige sind auch Wegpendler, die in den größeren Ortschaften der Umgebung ihrer Arbeit nachgehen.
Die Ortschaft ist verkehrstechnisch gut erschlossen. Sie liegt an der Hauptstraße D470, die von Lons-le-Saunier nach Saint-Claude führt. Eine weitere Straßenverbindung besteht mit Saint-Lupicin. Auf einer Verebnungsfläche oberhalb von Lavans-lès-Saint-Claude wurde der Flugplatz Saint-Claude – Pratz eingerichtet.